# 河井昇三郎
河井 昇三郎（かわい しょうざぶろう、1890年9月23日 - 1973年9月18日）は、日本の実業家。住友本社常務理事。大阪建物社長。
静岡県掛川市出身。東京帝国大学政治学科を1915年に卒業し、住友に入る。総本店、伸銅所尼崎工場、別子銅山を経て1925年欧米留学。1927年製鋼所、以降本社総務部部長、人事部部長、常務理事兼経理部長などを歴任。この間住友各社の役員を兼務。1946年辞任。1949年大阪建物社長、1960年辞任。

静岡県掛川市出身の政治家河井彌八の血縁者。
神宮寺（静岡県掛川市仁藤６５）敷地内墓地にある墓所にて一族と共に眠る。